# Geranium multipartitum
Geranium multipartitum är en näveväxtart som beskrevs av George Bentham. Geranium multipartitum ingår i släktet nävor, och familjen näveväxter. Inga underarter finns listade i Catalogue of Life.